# Matei din Arras
Matei din Arras (în cehă: Matyáš z Arrasu) (c.1290 – 1352) a fost un arhitect francez, renumit pentru contribuția sa la construirea Catedralei Sfântul Vitus din Praga.

## Biografie
Matei s-a născut în Arras, dar cam atât se știe despre viața lui. În 1344 el a fost chemat la Praga de la curtea papală din Avignon de către împăratul Carol al IV-lea pentru a conduce lucrările de construcție ale Catedralei Sfântul Vitus. El este, de asemenea, considerat pe scară largă ca arhitect al Castelului Karlštejn, deși acest lucru nu a fost deplin dovedit. De asemenea, implicarea lui în proiectarea Orașului Nou din Praga nu este, de asemenea, complet sigură.
Atunci când Matei a murit la Praga, în 1352, Catedrala Sfântul Vitus nu era încă finalizată. Rolul său de meșter constructor și arhitect șef al împăratului Carol a trecut în sarcina tânărului Peter Parler, în vârstă de 23 de ani.